# Dionysiaka

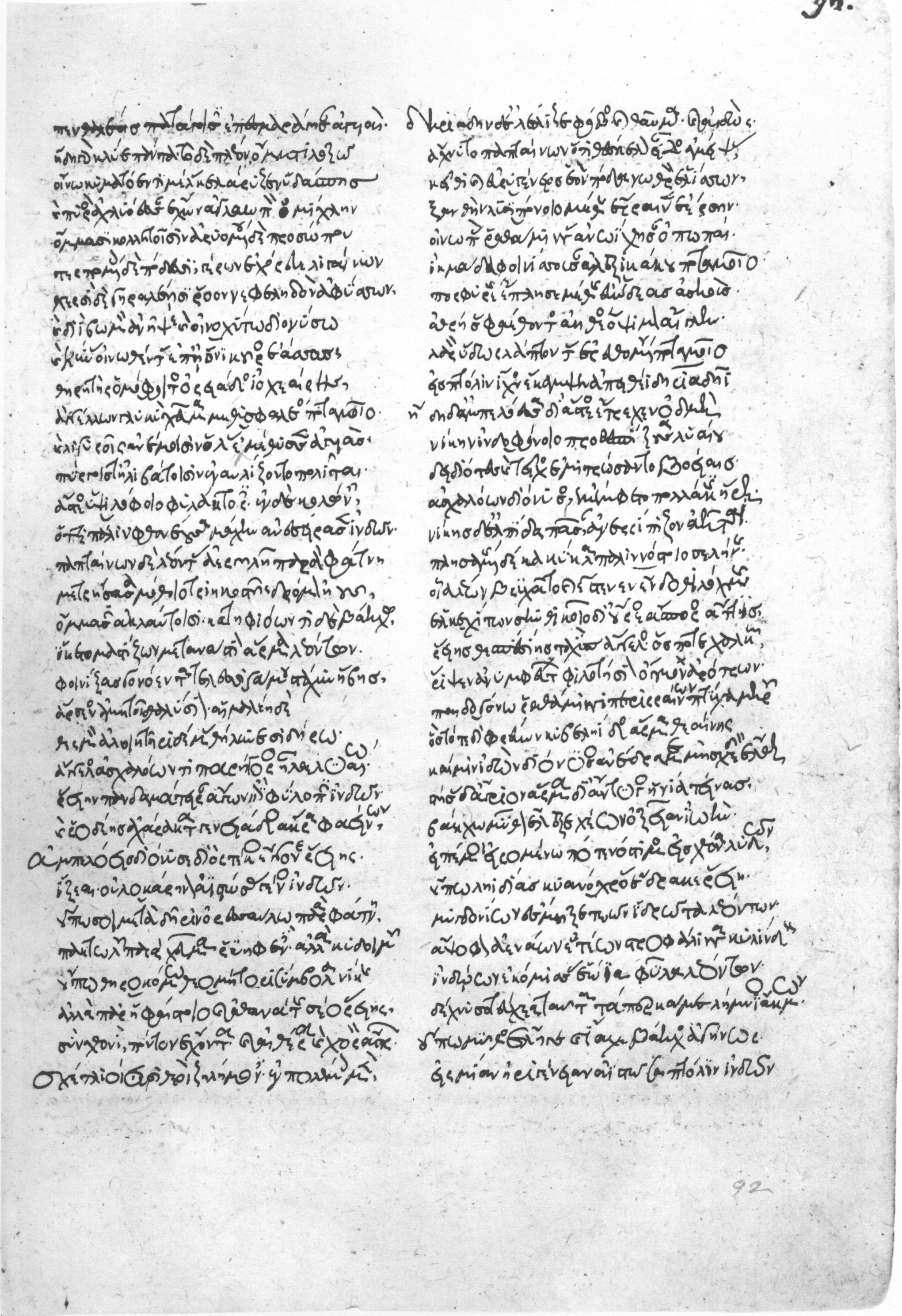
Die Dionysiaka in der 1280 geschriebenen Handschrift Florenz, Biblioteca Medicea Laurenziana, Plut. 32,16, fol. 92r

Die Dionysiaka („Geschichten von Dionysos“) sind ein in der Spätantike verfasstes Epos, das das Leben und den Triumph des Dionysos und vor allem seine militärischen Siege in Indien und seine Triumphzüge durch Städte des Nahen Ostens beschreibt. Der Autor ist Nonnos von Panopolis, der im fünften Jahrhundert, wahrscheinlich in Ägypten, lebte.
Der Schauplatz des an Epitheta und Metaphern reichen Epos ist die ganze damals bekannte Welt. Nonnos legt darin seinen Hexametern strengere Regeln zugrunde als seine Vorgänger.

## Überlieferung
Der Text des Werkes ist nur in einem Exemplar überliefert, dem Codex Laurentianus 32.16. Das Manuskript entstand um 1280 und wurde 1423 von Francesco Filelfo erworben. Der Name des Autors wird im Manuskript nicht genannt und ist zunächst auch unbekannt geblieben. Erst Angelo Poliziano (1489) und Gerhard Falkenburg (1569) ordneten den Text aufgrund von Agathias Historien 4.23 Nonnos von Panopolis zu. Diese Herkunft wurde 1907 durch den Papyrus Berlin 10567 bestätigt.
Die Dionysiaka wurden erstmals herausgegeben in Antwerpen im Jahr 1569 von Gerhard Falkenburg auf der Grundlage eines Manuskripts aus dem Besitz des Arsenios Apostolios, der im 16. Jahrhundert Erzbischof von Monemvasia war. Der ungarische Humanist Johannes Sambucus hatte es Falkenburg zur Verfügung gestellt.
Eine weitere Fassung wurde von Cyriacus von Ancona 1444 bei einem Besuch der Klosterbibliotheken auf dem Berg Athos katalogisiert. Es scheint sich bei dem verloren gegangenen Manuskript um eine von dem im Laurentianus-Codex überlieferten Text unabhängige Fassung gehandelt zu haben.

## Inhalt

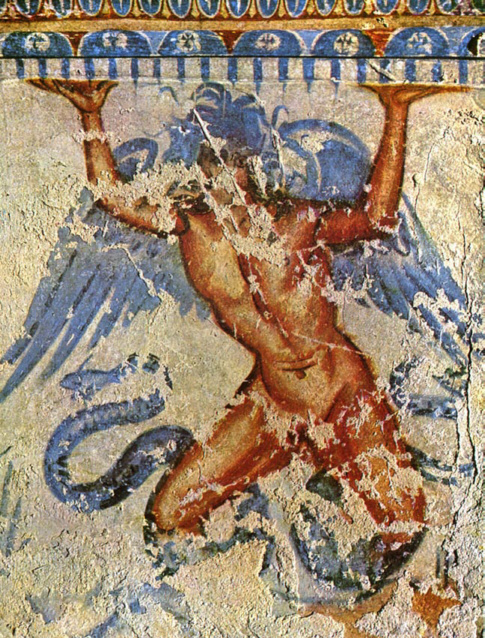
Typhon (etrurisches Fresko)

Die Dionysiaka sind in 48 Bücher bzw. Gesänge gegliedert. Mit über 21.000 Hexametern ist es das längste erhaltene Epos der Antike. Die Zahl der in zwei Gruppen à 24 aufgeteilten Bücher entspricht der von Homers großen Werken, Ilias und Odyssee, zusammen. Eingangs werden die Entführung der Europa, die Schlacht zwischen Zeus und Typhon und die mythische Geschichte Thebens beschrieben. Erst im achten Buch wird Dionysos geboren. Es folgt die Schilderung der Jugend des Gottes, bis in den Büchern 13 bis 24 sein Zug nach Indien und seine Kämpfe dort (24-40) dargestellt werden. Die letzten Bücher behandeln den Rückzug nach Europa.
Im Folgenden eine Zusammenfassung:
1. Gesang: Anrufung der Muse. Zeus entführt Europa. Ihr Bruder Kadmos sucht nach ihr und hilft Zeus im Kampf gegen Typhon, der diesem die Blitze geraubt hat.
2. Gesang: Typhon wird von dem als Hirte verkleideten Kadmos durch Schalmeienspiel eingeschläfert. Es gelingt Zeus, die Blitze wieder an sich zu bringen. Typhon wird besiegt und unter den Ätna gebannt. Die vor Typhon nach Ägypten geflohenen Götter kehren wieder in den Olymp zurück.
3. Gesang: Auf der Suche nach Europa kommt Kadmos nach Samothrake, wo Harmonia, die Tochter von Ares und Aphrodite, von der Plejade Elektra erzogen wird. Kadmos erbittet Harmonia zur Frau.

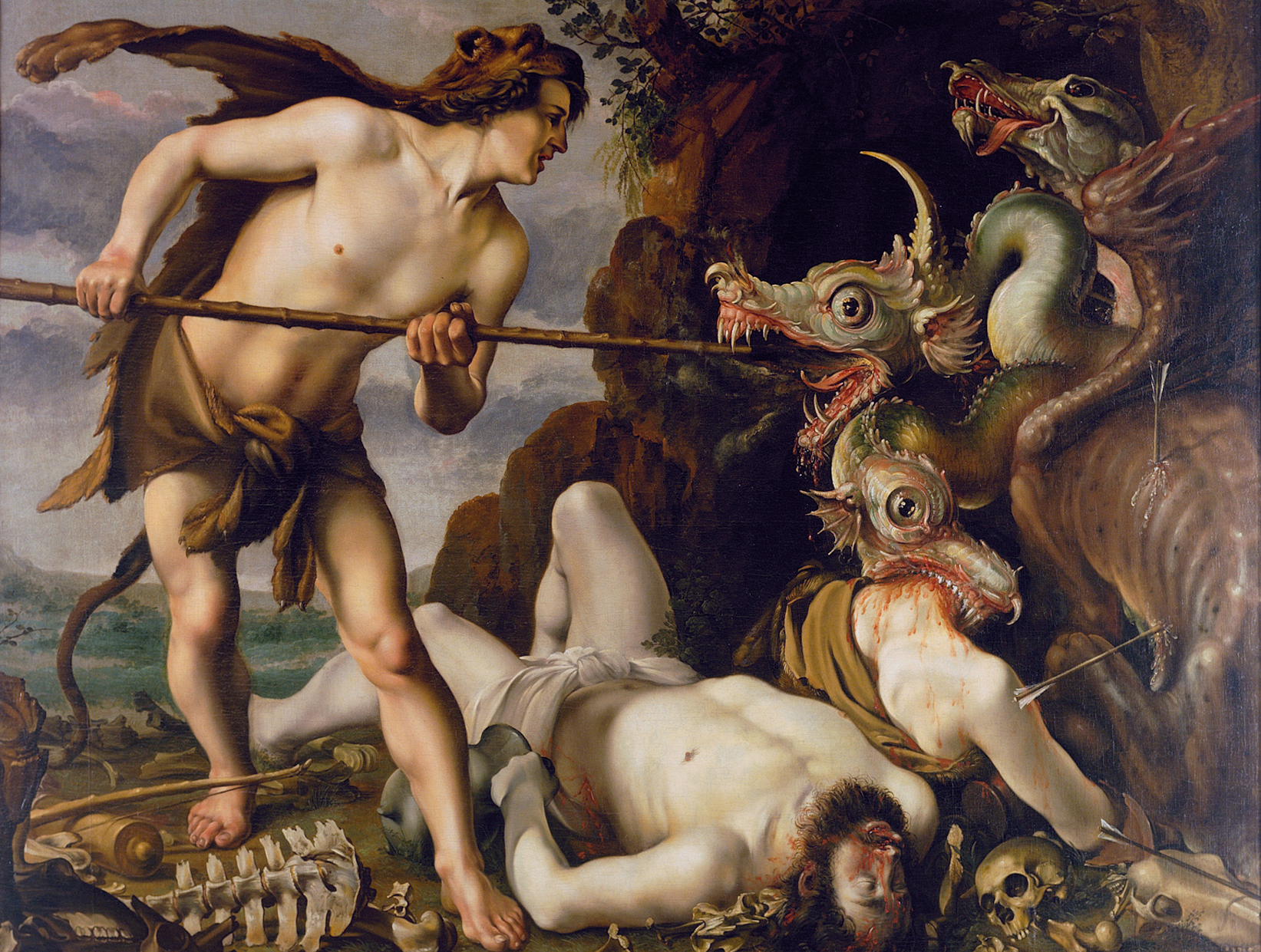
Cadmus tötet den Drachen (Hendrick Goltzius)

4. Gesang: Kadmos segelt mit Harmonia nach Griechenland und bringt den Griechen die Kenntnis der Buchstabenschrift und der Astrologie. Nach einem Besuch des Orakels von Delphi erlegt er am Ort des zukünftigen Theben einen Drachen, aus dessen Zähnen die Sparten sprießen, bewaffnete Männer, die sogleich gegeneinander kämpfen.
5. Gesang: Mit den fünf überlebenden Sparten gründet Kadmos Theben. Er feiert Hochzeit mit Harmonia in Anwesenheit aller Götter. Seine Tochter Autonoë verheiratet er mit Aristaios. Deren Sohn Aktaion wird von Artemis in einen Hirsch verwandelt und von seinen eigenen Hunden zerrissen. Seine zweite Tochter Ino verheiratet Kadmos mit Athamas. Beginn des Berichts von der Zeugung des Bakchos-Zagreus durch Zeus, welcher Persephone, der Tochter seiner Schwester Demeter, in Gestalt eines Drachen beiwohnt.
6. Gesang: Demeter, die um die Zukunft ihrer Tochter fürchtet, lässt sich von Astraios aus den Sternen ihr Schicksal lesen. Davor gewarnt, dass Persephone Nachstellungen drohen, verbirgt sie diese in einer von Drachen bewachten Höhle. Zeus aber dringt dort in Gestalt einer Schlange ein, die Frucht der Vereinigung mit seiner Tochter ist Zagreus, der aber schon bald nach der Geburt von Titanen ermordet wird. Erzürnt über den Mord, sendet Zeus eine Sintflut auf die Erde.
7. Gesang: Auf Zureden Aions plant Zeus die Zeugung des Dionysos, des zweiten Bakchos, der durch das Geschenk des Weins den Menschen ihr schweres Los erleichtern soll. Vom Pfeil des Eros getroffen, nähert er sich der badenden Semele, einer weiteren Tochter des Kadmos, in Gestalt eines Adlers.

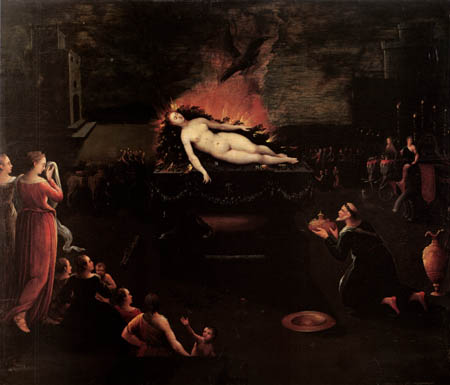
Apotheose der Semele (Antoine Caron, 1585)

8. Gesang: Phthonos, die Personifikation des Neides, hetzt Hera und Athene auf, sich an der von Zeus schwangeren Semele für dessen Untreue zu rächen. In Gestalt der alten Amme des Kadmos beredet sie Semele von Zeus zu verlangen, dass er sich ihr so zeige wie bei seiner Hochzeit mit Hera. Zeus erfüllt diesen Wunsch und erscheint von Blitzen umgeben vor Semele, davon verbrennt sie. Das ungeborene Kind jedoch rettet sein Vater.
9. Gesang: Zeus näht Dionysos in seinen Schenkel ein, um so die Schwangerschaft zu vollenden (siehe Schenkelgeburt). Der neugeborene Dionysos wird von Hermes zu Ino, Semeles Schwester gebracht, die ihn mit ihrer Magd Mystis aufzieht. Schließlich wird er nach Lydien zur Göttermutter Rhea gebracht, die zur Amme des Dionysosknaben wird. Durch den Zorn der Hera fällt Ino in Wahnsinn und rast als Bakche durch die Wälder des Parnass, wo sie die Pythia und die Jungfrauen vom Altar des delphischen Orakels vertreibt. Schließlich wird sie von Apollon geheilt.
10. Gesang: Die Rache der Hera ist jedoch noch nicht vollendet. Ino und ihre Söhne Learchos und Melikertes fallen dem Wahnsinn ihres Vaters Athamas zum Opfer. Währenddessen wächst Dionysos in Lydien in bukolischer Umgebung auf. Er verliebt sich in den gleichaltrigen Ampelos, dessen Schönheit in reichen Farben geschildert wird.
11. Gesang: Ampelos schmückt einen Stier und versucht ihn zu reiten. Der Stier aber wirft ihn ab und Ampelos bricht sich das Genick. Dionysos verfällt über den Verlust des Geliebten in tiefe Trauer. Eros versucht in Gestalt eines Silens, Dionysos durch die Erzählung von Kalamos und Karpos zu trösten. Die Horen der vier Jahreszeiten begeben sich zum Haus des Helios.

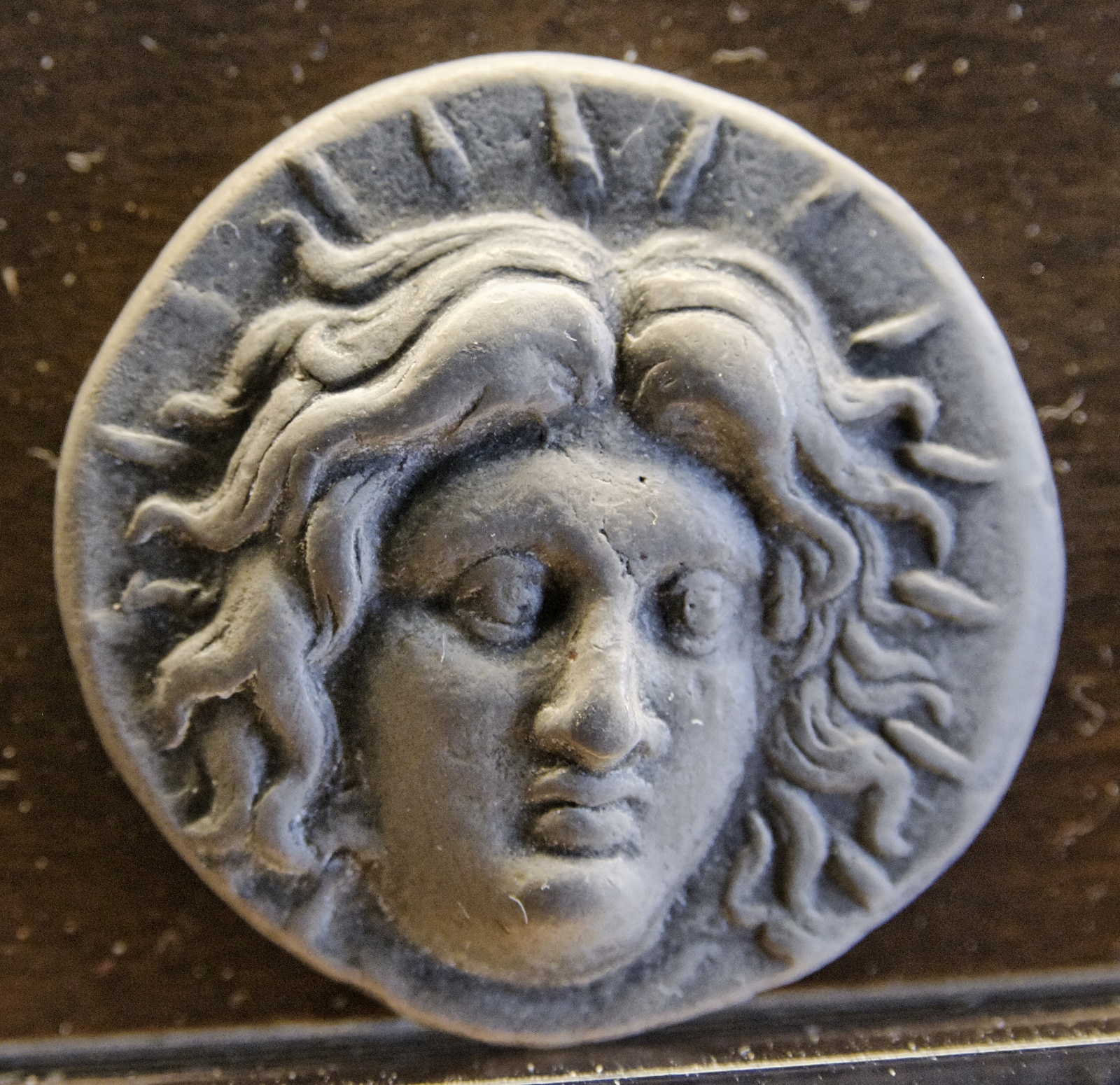
Helios (Silbermünze aus Rhodos)

12. Gesang: Im Haus des Helios untersuchen die Horen der Jahreszeiten und die Horen der 12 Monate auf astrologischem Weg die Bestimmung der Weinrebe und finden heraus, dass sie die Pflanze des Dionysos sein soll. Dionysos wird durch die Verwandlung des Ampelos in eine Rebe getröstet und erfindet den Wein, an dem sich der Chor der Satyrn berauscht.
13. Gesang: Zeus befiehlt dem Dionysos, einen Feldzug gegen die Inder zu unternehmen, um sich den Weg zum Olymp zu bahnen. Rhea veranlasst Pyrrhichos, einen der Korybanten, ein Heer aufzustellen. Es werden die einzelnen Abteilungen des Heeres nach ihren Völkern, Wohnsitzen und Führern aufgezählt.
14. Gesang: Rhea bemüht sich, für das Heer des Dionysos auch Götter zu rekrutieren. V. 17-227 enthält eine Aufzählung. Ab V. 221 wird der Auszug des Heeres und die Ausrüstung der einzelnen Abteilungen geschildert. Hera nimmt die Partei der Inder, die die Gesandtschaft des Dionysos vertreiben. V. 329-410 enthält eine Schilderung der folgenden Schlacht am Ufer des astakischen Meerbusens. Schließlich verwandelt Dionysos das Wasser des Meeres in Wein, wodurch seine Gegner betrunken und kampfunfähig werden.
15. Gesang: Die Gegner vollführen im Rausch allerlei Tollheiten. Nachdem sie in Schlaf gesunken sind, werden sie auf Befehl Dionysos’ gefesselt. Ab V. 169 bis Ende wird die idyllisch-bukolische Geschichte der Liebe des Berghirten Hymnos zur Jägerin Nikaia geschildert. Hymnos wird von der jungfräulichen Jägerin abgewiesen. Er bittet sie darum, ihn zu töten, um so seinen Liebesqualen ein Ende zu machen. Nikaia erfüllt ihm die Bitte und erschießt ihn. Der Gott Eros ist über die kaltherzige Tat erzürnt und schwört, Nikaia der Gewalt des Dionysos zu unterwerfen. Die Geschichte spielt in den Bergwäldern nahe dem astakischen Meerbusen.
16. Gesang: Dionysos wird vom Pfeil des Eros getroffen, als er Nikaia beim Baden beobachtet. Er verfolgt sie zunächst als schmachtender Liebhaber. Als eine Nymphe ihn darauf hinweist, dass sein Vater Zeus bei seinen Liebschaften auch nicht lange nach Einwilligung gefragt habe, ändert Dionysos die Strategie: Er verwandelt das Wasser einer Quelle, aus der Nikaia trinkt, in Wein. Wie die Inder, wird auch Nikaia betrunken und sinkt in betäubten Schlaf, in dem sie von Dionysos vergewaltigt und geschwängert wird. Als sie erwacht, bemerkt sie voll Verzweiflung, was ihr geschehen ist und versucht sich das Leben zu nehmen.

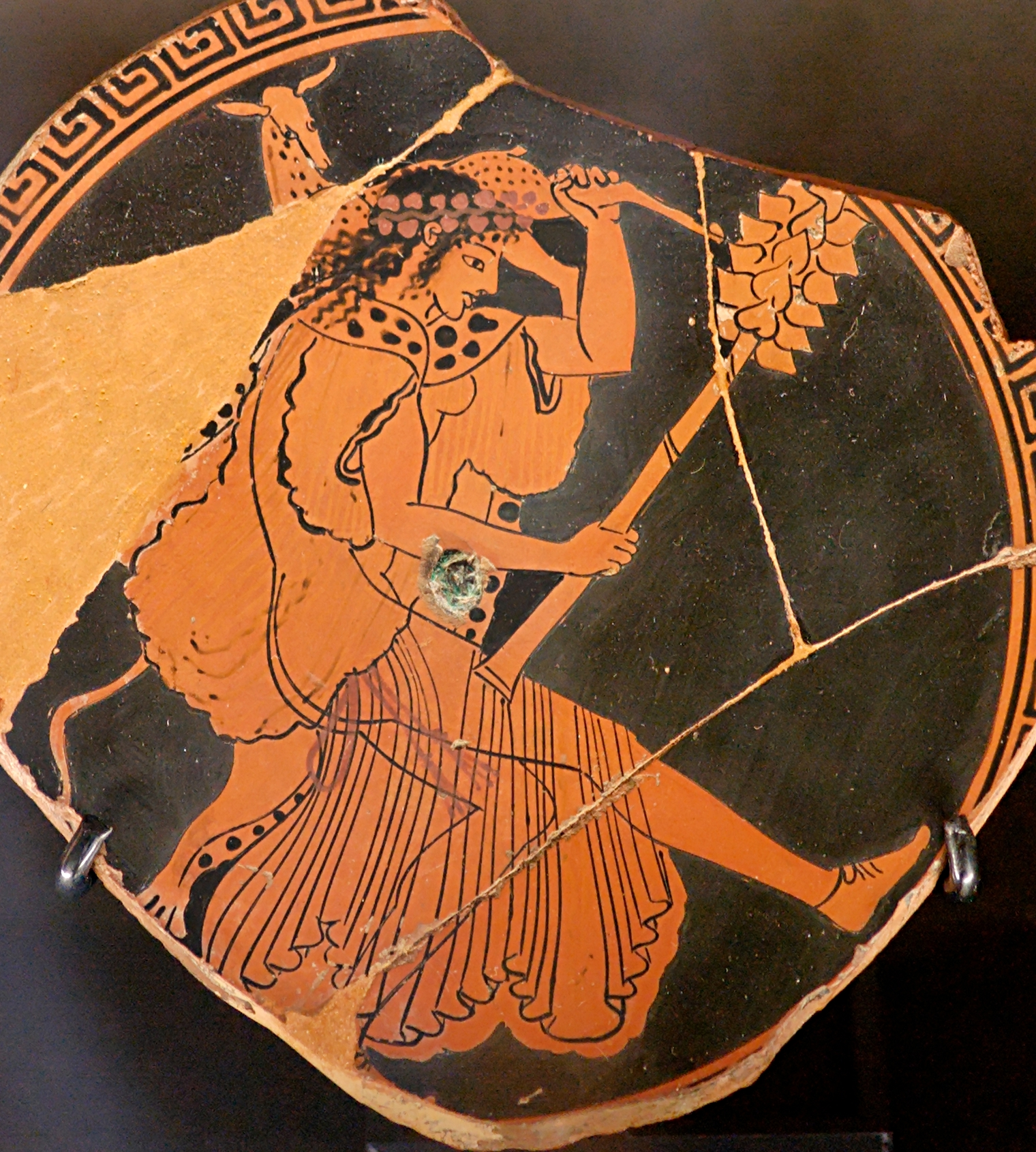
Mänade mit Thyrsos (rotfigurige Schale, ca. 480 v. Chr.)

17. Gesang: Dionysos zieht weiter. Er trifft den Bauern Brongos, den er die Kunst des Weinbaus lehrt. Astraeis, der als einziger des indischen Heeres nicht trank und entkommen ist, berichtet dem Orontes, dem Onkel des Inderkönigs Deriades, von der Gefangennahme des Heeres. Orontes stellt sich dem Dionysos zur Schlacht. Als im Einzelkampf mit dem Gott sein Panzer von Dionysos’ Thyrsos gespalten wird, stürzt er sich in sein Schwert und versinkt in dem Fluss, der von da an seinen Namen trägt.
18. Gesang: Der assyrische König Staphylos hört vom heranziehenden Heer des Dionysos und bittet den Gott, sein Gast zu sein. Bei einem Gastmahl im Palast des Staphylos werden die Assyrer von dem ihnen unbekannten Wein sämtlich betrunken. Staphylos erzählt die Geschichte vom Kampf des Zeus mit dem Untier Kampe. Dionysos zieht weiter, kehrt aber noch einmal zurück und erfährt vom plötzlichen Tod des Staphylos. Die Namen des Königs und seiner Familie sind sprechend: Staphylos bedeutet „Weinstock“, seine Frau heißt Methe („Trunkenheit“) und der Sohn Botrys („Traube“).
19. Gesang: Methe und Botrys erklären sich zu Anhängern des Dionysos. Zu Ehren des Staphylos werden Leichenspiele mit Gesang, Leierspiel und Tanz veranstaltet. Dabei besiegt Oiagros, der Vater des Orpheus, den Athener Erechtheus. Silen strauchelt beim Tanz und wird in einen Fluss verwandelt.

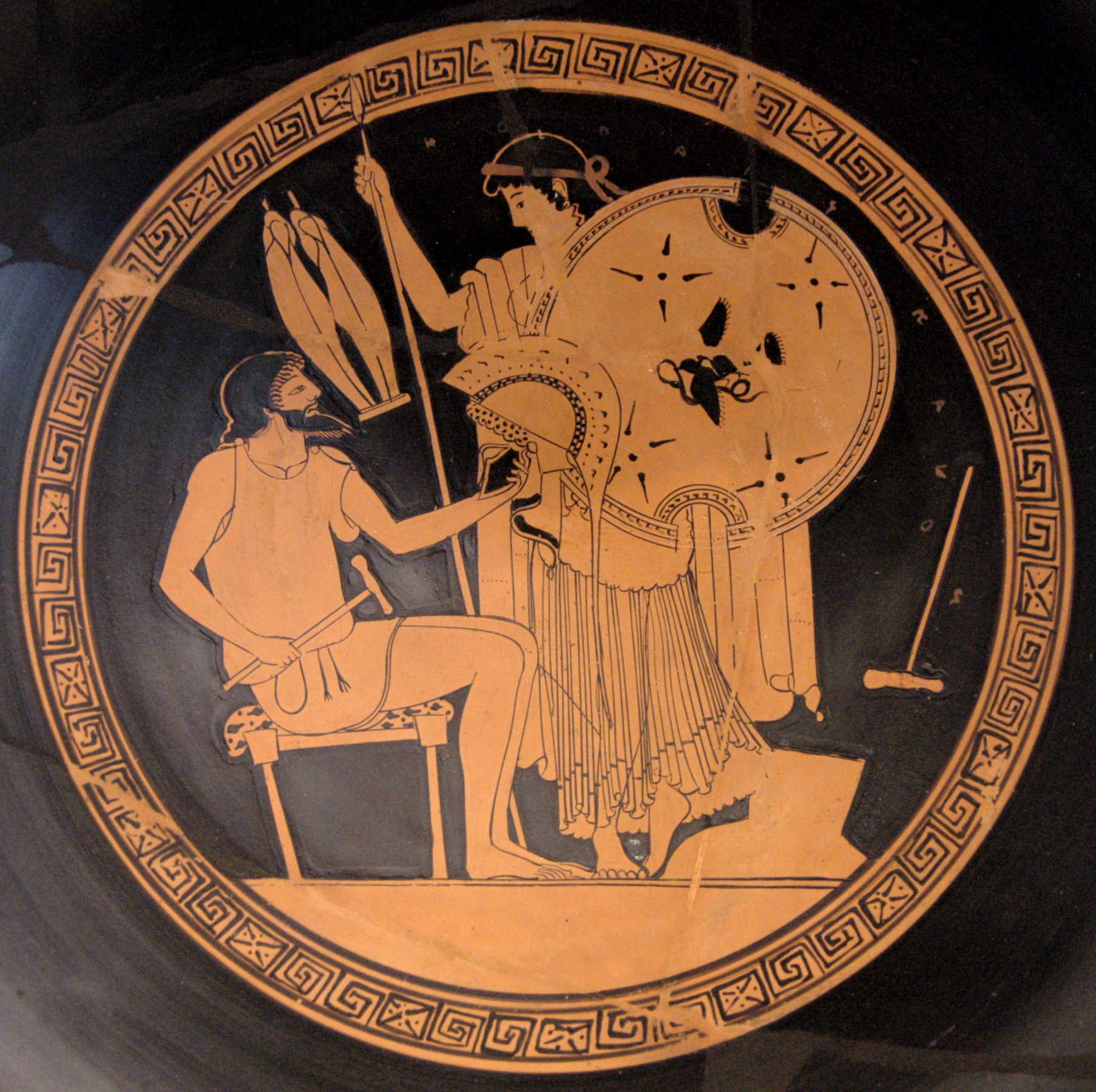
Hephaistos übergibt Thetis den für Achilles gefertigten Schild (rotfiguriger Kylix, 490–480 v. Chr.)

20. Gesang: Die Leichenspiele des Staphylos gehen weiter, bis Dionysos durch einen Traum gemahnt wird, den Indienzug fortzusetzen. Bakchos nimmt sich die Mahnung zu Herzen und zieht mit Methe und Botrys nach Arabien, wo Lykurgos, der Sohn des Ares herrscht. Die immer noch eifersüchtige Hera sendet dem Lykurgos ein unbezwingliches Schlachtbeil, dem Dionysos dagegen sendet sie Iris in Gestalt des Hermes, die ihn beredet, dem angeblich mildgesinnten Lykurgos nicht in Waffen entgegenzutreten, sondern im Festgewand, nur mit der Gabe des Weins in Händen und von den Bakchen begleitet. Es wird ein ungleicher Kampf: Die Bakchen fliehen in die Berge und Dionysos ist gezwungen, im Meer bei Nereus und Tethys Zuflucht zu nehmen.
21. Gesang: Lykurgos verfolgt die Bakchen. Die Bakchantin Ambrosia wird in eine Rebe verwandelt. Mit ihren Ranken umschlingt und fesselt sie den fast schon siegreichen Lykurgos. Der gefangene Lykurgos wird von den Bakchen gepeitscht, weigert sich aber weiter, sich dem Dionysos zu ergeben. Schließlich wird er von Hera befreit, aber von Zeus wegen seines Widerstandes geblendet. Ambrosia wird als einer der Hyaden unter die Sterne versetzt (V. 293f).
Der Satyr Pherespondos erscheint vor Deriades und fordert Unterwerfung. Er wird höhnisch abgewiesen und kehrt zu Dionysos zurück, der seine Zuflucht im Meer wieder verlassen hat. Dionysos befiehlt dem arabischen Volk der Rhadamanen, eine Flotte zu bauen, und zieht mit dem Landheer nach Indien. Deriades sendet ein Heer unter Führung des Thureus, das sich jenseits des Flusses Hydaspes in einen Hinterhalt legt.

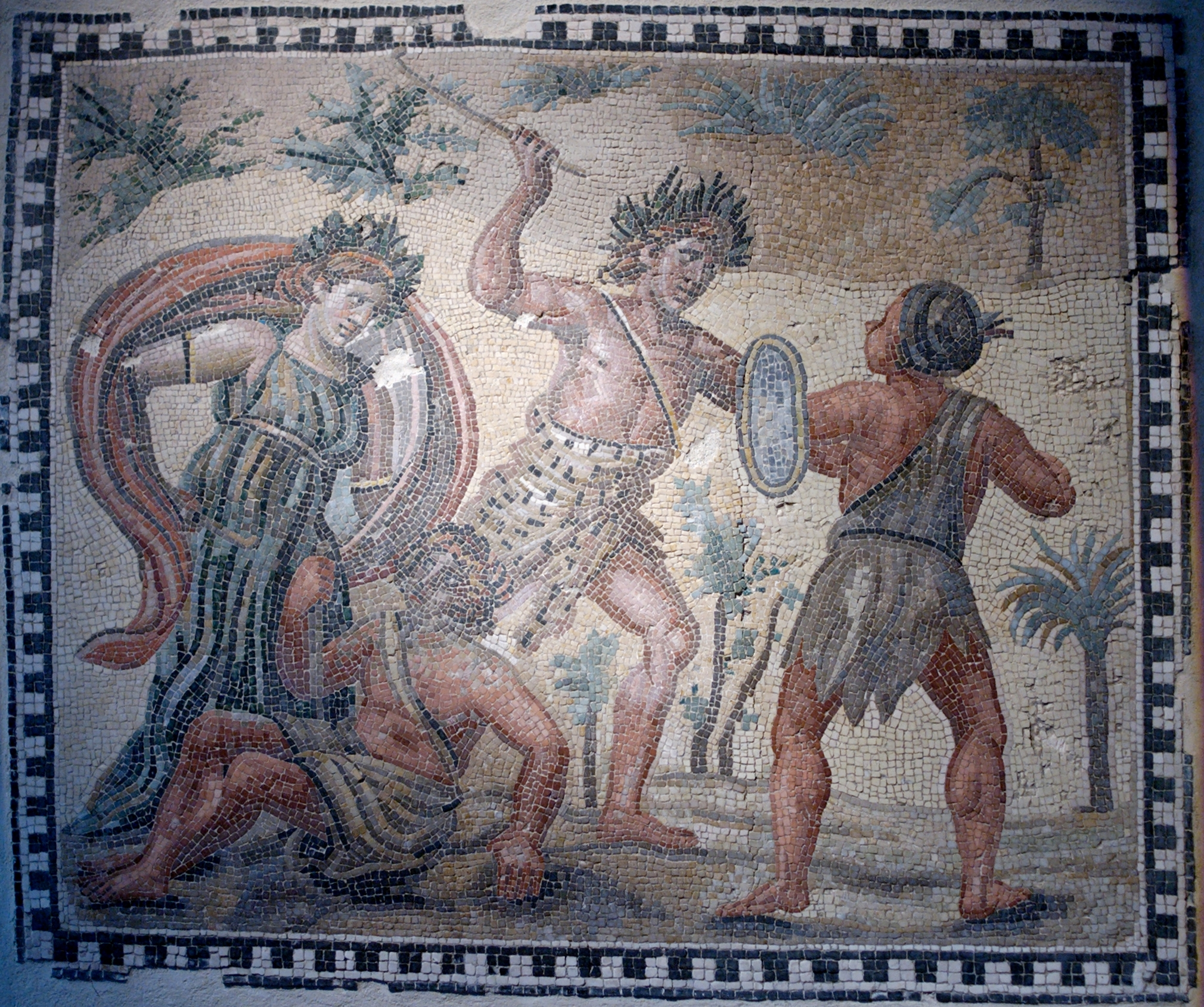
Kampf des Dionysos mit den Indern. Römisches Mosaik aus dem 4. Jahrhundert, Tusculum

22. Gesang: Als Dionysos mit seinem Heer sich dem Hydaspes nähert, zeigen Wunder das Kommen des Gottes an: Ströme von Milch, Wein und Honig quellen aus dem Boden, wilde Tiere werden zahm, Bäume tanzen etc. Das Heer der Inder will schon verzagen, doch Hera richtet ihren Mut wieder auf und warnt sie davor, aus irgendeiner Quelle zu trinken. Dionysos wird von einer Hamadryade vor dem im Hinterhalt lauernden Feind gewarnt. Am folgenden Tag kommt es zur Schlacht. Dionysos erschlägt zahlreiche Inder mit seinem Thyrsos, seine Führer Oiagros und Aiakos wüten derart unter den Feinden, dass sich der Hydaspes mit Toten, Verwundeten und Flüchtenden füllt. Vorbild ist der 21. Gesang der Ilias, wo das Wüten Achills am Ufer des Skamander geschildert wird. Nonnos verweist selbst auf sein Vorbild (V. 384ff).
23. Gesang: Das Gemetzel unter den Indern geht weiter, bis alle gefallen sind außer Thureus. Das Heer des Dionysos beginnt über den Hydaspes zu setzen, der aber, von Hera veranlasst, sie daran zu hindern sucht, indem er seine Wellen hoch auftürmt. Auch hier ist die Ilias Vorbild. Mit einer brennenden Narthexstaude setzt Dionysos den Fluss in Flammen, bis der Hydaspes auszutrocknen droht. Okeanos, der Vater aller Flüsse, bittet Zeus, seinen Sohn zu retten, sonst würde er mit seinen Fluten die Sterne überschwemmen.
24. Gesang: Auf Zeus’ Befehl löscht Dionysos den Brand des Flusses. Nun besetzt Deriades das Ufer des Flusses und versucht die Armee des Dionysos an der Überquerung zu hindern. Doch die Kämpfer des Dionysos erhalten göttliche Hilfe. Als Tureus dem Deriades von der Vernichtung der ganzen Heeresabteilung berichtet, wenden sich die Inder zur Flucht. In ihrer Stadt betrauern sie ihre Gefallenen. Das Heer des Dionysos dagegen veranstaltet ein Siegesmahl. Leukos von Lesbos singt eine Ballade, in der berichtet wird, wie Aphrodite es einst der Athene am Webstuhl gleichtun wollte.

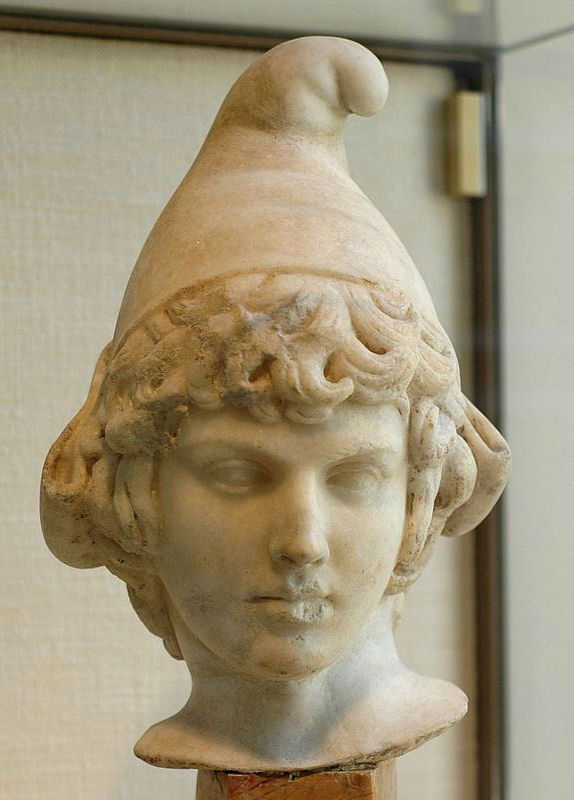
Kopf des Attis (Marmorskulptur, 2. Jh.)

25. Gesang: Die zweite Gruppe von 24 Gesängen beginnt mit einer erneuten Anrufung der Muse. Nonnos vergleicht die Taten des Dionysos mit den Taten anderer Helden, unter anderen Perseus und Herakles. Dann (V. 271ff) setzt sich die Handlung des 24. Gesangs fort: Die Inder trauern weiter, Dionysos hat das Wasser des Hydaspes in wundertätigen Wein verwandelt und die Kämpfe ruhen. Da erscheint auf einem Löwenwagen Attis, als Bote der Rhea: Er mahnt Dionysos, nicht weiter zu zögern und den Kampf fortzusetzen, das siebte Kriegsjahr werde die Entscheidung bringen. Er übergibt Dionysos einen von Hephaistos gefertigten Schild. Ähnlich wie in der Ilias mit der Beschreibung von Achills Schild, wird auch hier das Bildwerk des Schildes beschrieben, darunter die Erzählung der Sage von Tylos und Moria.
26. Gesang: Auf indischer Seite erscheint Athene dem kriegsmüden Deriades im Traum in Gestalt des toten Orontes. Der Geist des Orontes mahnt Deriades, seinen Tod nicht ungerächt zu lassen. Deriades nimmt sich die Mahnung zu Herzen und versammelt seine Völker. Es folgt der sogenannte „Inderkatalog“ (V. 44-349), eine Aufzählung indischer Völkerschaften, die sich stark auf die nur in Fragmenten erhaltene Bassarika des Dionysios stützt. Dort wird eine teils altertümliche, teils obskure Geografie zugrunde gelegt, mit einem sehr weit nach Westen reichenden Indien. Einer solchen Ausdehnung Indiens entsprach am ehesten das Herrschaftsgebiet des Sandrokottos zu Beginn der Seleukidenzeit.
27. Gesang: Da nun beide Seiten wieder zum Kampf entschlossen sind, formieren sich am Morgen die Heere. Beide Anführer halten pompöse Reden. Dann wird die Schlacht eröffnet. Inzwischen findet im Olymp eine Versammlung der Götter statt. Ähnlich wie in der Ilias kommt es zur Bildung zweier Parteien. Auf Seiten des Dionysos stehen Zeus, Apollon, Athene und Hephaistos, auf Seiten der Inder Hera, Demeter, Ares mit seinen Helfern Deimos (Grauen) und Phobos (Furcht) und der Flussgott Hydaspes.
28. Gesang: Zunächst wird Ausrüstung und Kampfweise des Bakchenheeres beschrieben, dann beginnt die Schilderung der Schlacht. Es wird von unglaublichen Heldentaten berichtet: ein Kämpfer namens Pylos bleibt, obwohl mit Pfeilen gespickt und schon tot, aufrecht stehen und ein anderer Streiter, dem beide Hände abgeschlagen wurden, stürzt sich waffenlos unter die Feinde.
29. Gesang: Die Schlacht zieht sich weiter. Der von Hera gestärkte Deriades kämpft mit verdoppelter Wut, ebenso sein Schwiegersohn Morrheus. Auf der Seite des Dionysos zeichnet sich junge Hymenaios aus. Dionysos ist sehr besorgt um den Knaben und weicht ihm nicht von der Seite, weshalb ein auf ihn gezielter Pfeil stattdessen Hymenaios am Schenkel verwundet. Dionysos führt den verletzten Knaben aus der Schlacht, heilt dessen Wunde und schwört, er würde lieber sein gesamtes Heer als seinen Geliebten verlieren. Schließlich trennt der Einbruch der Nacht die kämpfenden Heere. Rheia sendet dem auf Seiten der Inder kämpfenden Ares einen Traum, der ihm vortäuscht, Aphrodite hätte sich wieder mit Hephaistos vereint, worauf er sofort das indische Heer verlässt und sich auf die Suche nach Aphrodite macht.
30. Gesang: Am Morgen wird die Schlacht fortgesetzt. Weitere Heldentaten des Morrheus werden geschildert. Durch Heras Hilfe erscheint Deriades so mächtig, dass selbst Dionysos ihm nicht standhalten kann und in den Wald flüchtet. Dort findet ihn Athene, hält ihm eine Standpauke und schickt ihn zurück in die Schlacht.

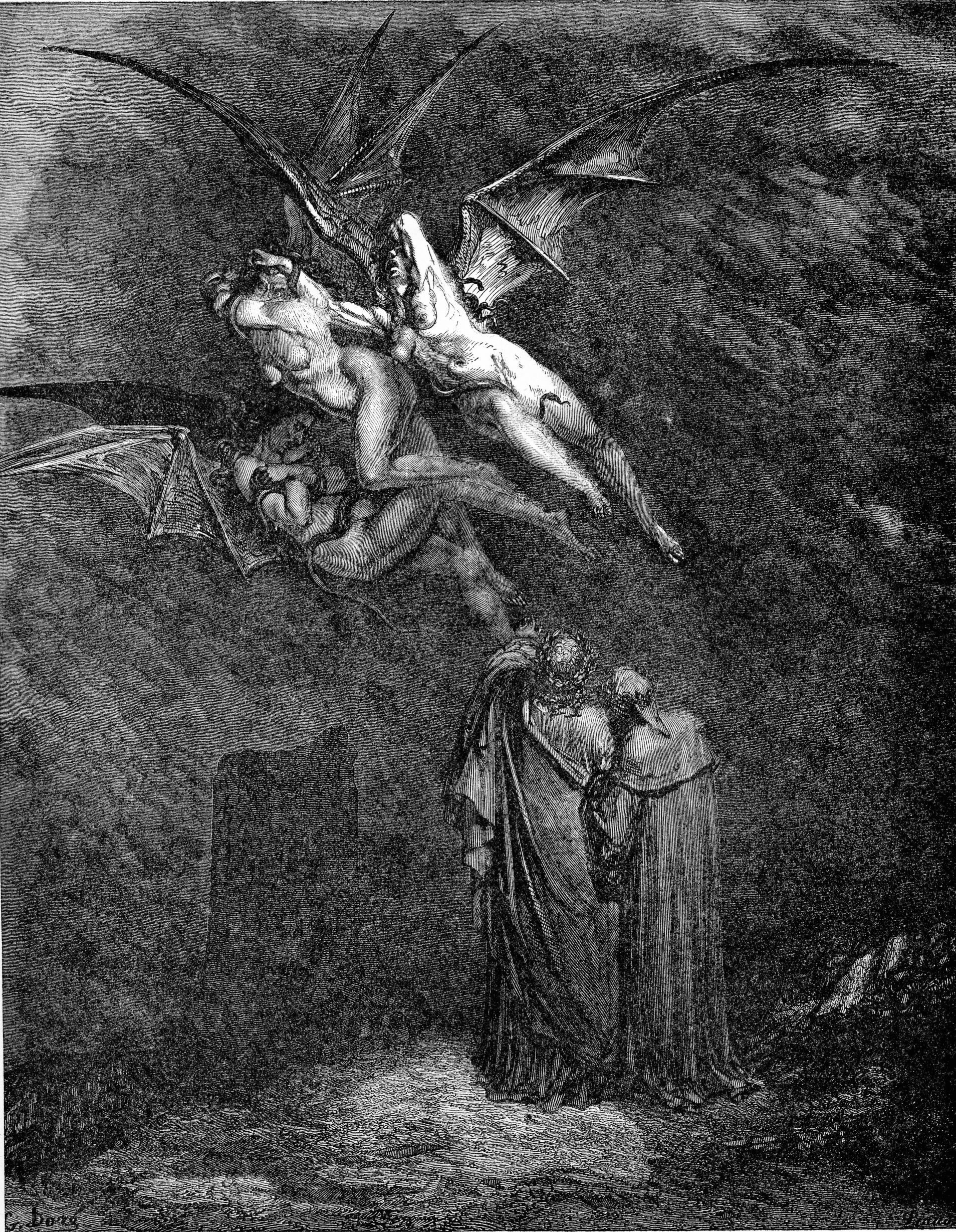
Megaira und die anderen Erinnyen (Illustration von Gustave Doré zu Dantes Göttlicher Komödie)

31. Gesang: Um freie Hand bei der Unterstützung der Inder zu haben, beschließt Hera, Zeus abzulenken. Zunächst aber begibt sie sich in die Unterwelt, wo sie Persephone durch eine Hetzrede dazu bringt, ihr Megaira, eine der Erinnyen, als eine Wahnsinn verbreitende Geheimwaffe gegen das Bakchenheer zur Verfügung zu stellen. Dann sendet sie die Götterbotin Iris zu Hypnos, dem Gott des Schlafes, dem Iris in Gestalt von dessen Mutter Nyx, der Göttin der Nacht, erscheint. Dionysos sei wegen des nächtlichen Zechens seiner Anhänger ein Feind der Nacht und des Schlafes, Hypnos solle daher Zeus in tiefen Schlummer versenken. Zum Lohn wird ihm Pasithea, eine der Chariten, versprochen. Schließlich begibt sich Hera in den Libanon, um Aphrodite deren unwiderstehlichen Liebreiz verleihenden Zaubergürtel abzuschwatzen.
32. Gesang: Mit dem Zaubergürtel der Aphrodite geschmückt begibt sich Hera zu Zeus. Der Gürtel zusammen mit einigen Schönheits- und Zaubermittelchen tut seine Wirkung und Zeus entflammt in Begierde zu seiner Gattin. Während sie noch von goldenen Wolken umrahmt ihr Beilager halten, wird Zeus von Hypnos in Schlummer versetzt. Der Weg ist nun frei für Hera, die Erinnye Magaira zum Einsatz zu bringen. Diese stürmt mit Peitschenknall und wehendem Schlangenhaar auf Dionysos ein, der in Raserei verfällt und durch den Wald stürmend sein eigenes Gefolge meuchelt. Zudem wütet Deriades zusammen mit Morrheus und dem wiedergekehrten Ares unter dem Bakchenheer.

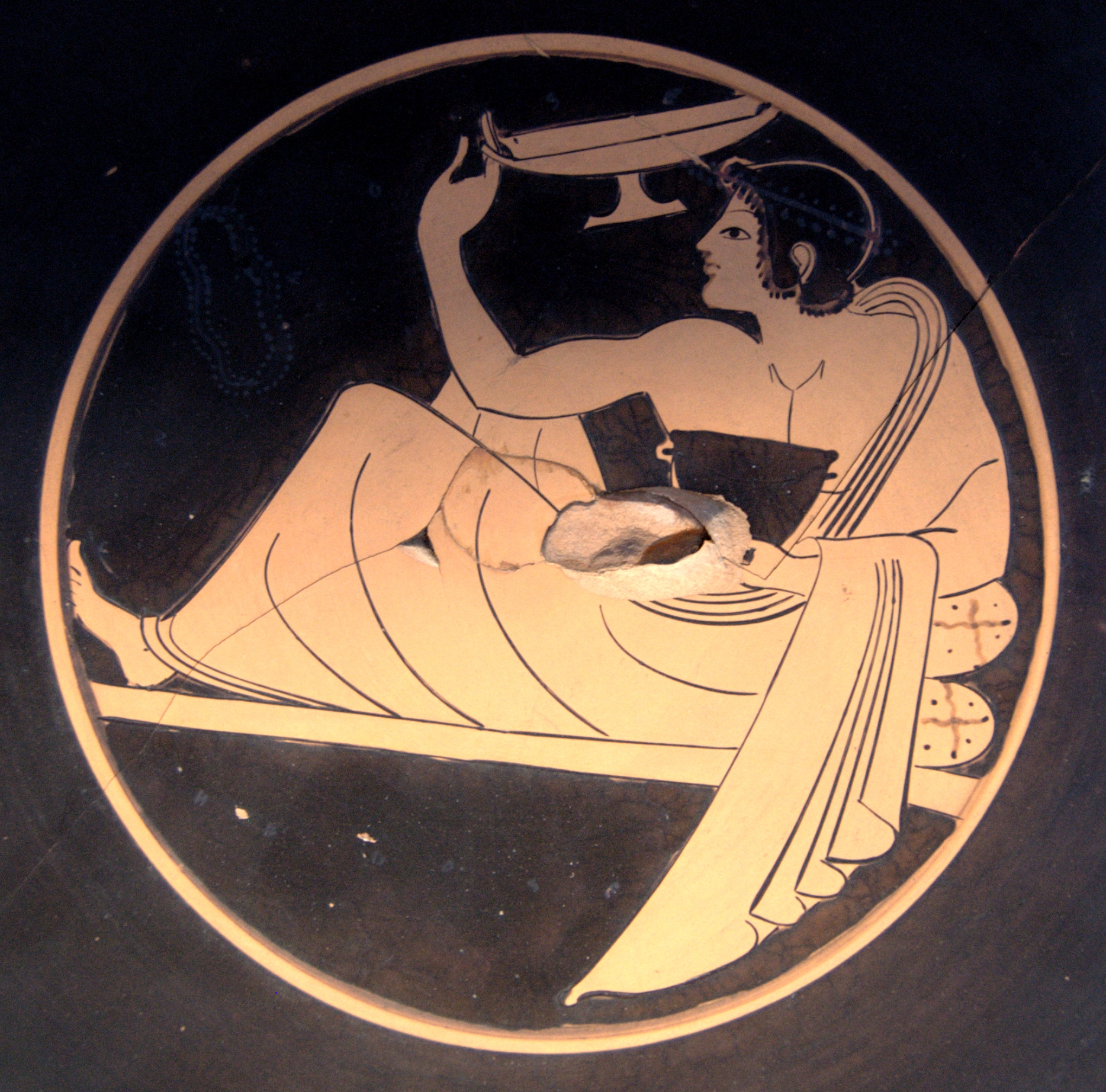
Kottabusspieler (rotfiguriger attischer Kylix)

33. Gesang: Pasithea bemerkt die üble Lage des Bakchenheeres und eilt zu Aphrodite, um sie um Hilfe zu bitten. Aphrodite sendet die Charis Aglaia den Eros zu holen. Als diese ihn findet, spielt Eros eben mit Hymenaios das Trinkspiel Kottabos. Der Gang des Spieles wird ausführlich beschrieben. Als Eros sich endlich bei Aphrodite einfindet, beauftragt sie ihn, einen Pfeil auf Morrheus zu schießen, um dessen Leidenschaft vom Kampf auf andere Dinge zu lenken. Eros tut wie geheißen und Morrheus verliebt sich heftig in die Bakchantin Chalkomede. Da Chalkomede zwar kokettiert, ihn aber nicht erhört, verfällt Morrheus in schwärmende Schwermut, wandelt einsam unter den Sternen, derweil Chalkomede sich um ihre Keuschheit sorgt, fast sich aus Vorsicht im Meer ertränkt hätte, wäre nicht Thetis aus dem Meer aufgestiegen und hätte die Bakchantin beruhigt.
34. Gesang: Indessen wird der schwärmende Morrheus von seinem Diener Hyssakos gefunden und gesteht ihm die Liebe zur schönen Bakchantin. Am Morgen beginnt die Schlacht erneut. Morrheus sucht auf dem Schlachtfeld nach Chalkomede, findet sie aber zunächst nicht. Er nimmt 11 Bakchen gefangen und bringt sie in die Stadt der Inder, wo sie grausam getötet werden. Schließlich stehen sich Morrheus und Chalkomede gegenüber, die einen Stein nach Morrheus wirft, mit dem sie das auf dessen Schild angebrachte Bild seiner Gattin Cheirobië zerschmettert. Morrheus verfolgt sie, kann sie aber nicht fangen.
35. Gesang: Inzwischen kam es in der Stadt der Inder zu einem Straßenkampf. Ein Inder gerät in Versuchung, den entblößten Körper einer gefallenen Bakchantin zu schänden. Morrheus verfolgt weiter Chalkomede, die von ihm verlangt, sich seiner Waffen zu entledigen. Morrheus gehorcht, worauf Ares von Aphrodite verspottet wird, da ihre Waffen sich als den seinen überlegen erwiesen haben. Morrheus versucht Chalkomede zu vergewaltigen, die wird aber von einer von Thetis gesandten Schlange beschützt. Inzwischen ist Zeus wieder erwacht. Er macht Hera heftige Vorwürfe und verlangt, dass sie mit ihrer Milch Dionysos von seinem Wahnsinn heile. Sie gehorcht und der geheilte Dionysos kehrt in den Kampf zurück.
36. Gesang: In Anlehnung an die Ilias greifen nun die Götter in den Verlauf der Schlacht ein. Ares unterliegt Athene, Hera demütigt Artemis, der Kampf von Apollon gegen Poseidon wird von Hermes geschlichtet. Dionysos stellt sich dem Deriades. Er verwandelt sich in rascher Folge in Feuer, Wasser, Pflanzen und wilde Tiere. Schließlich kann er in Gestalt einer Rebe seinen Gegner samt dessen Streitwagen umschlingen und fesseln. Er droht ihn zu erdrosseln, lässt dann aber den um Gnade flehenden Gegner frei. Der Krieg tobt weiter, Jahr um Jahr. Schließlich soll eine Seeschlacht die Entscheidung bringen, doch zuvor wird eine dreimonatige Waffenruhe zur Bestattung der Gefallenen vereinbart.
37. Gesang: In großer Ausführlichkeit wird die Leichenfeier des Opheltes sowie die zu Ehre des Toten abgehaltenen Wettkämpfe (Wagenrennen, Faustkampf, Ringkampf, Wettlauf, Diskoswerfen, Bogenschießen und Lanzenstechen) beschrieben. Nonnos lehnt sich dabei an die Beschreibung der Leichenfeier des Patroklos in der Ilias an.
38. Gesang: Im siebten Jahr des Krieges sendet Zeus eine Sonnenfinsternis und die Erscheinung eines Adlers, der eine Schlange in den Krallen hält, die er in den Hydaspes fallen lässt. Hermes deutet seinem Bruder diese Erscheinungen als Vorzeichen seines Sieges über Deriades und dessen Untergang in den Wassern des Hydaspes. Der Sturz wird verglichen mit dem Sturz Phaethons. Aus diesem Anlass wird der Mythos von Phaethon ausführlich erzählt.
39. Gesang: Endlich kommt die von den Rhadamanen gebaute Flotte, begleitet von Lykos, einem der Telchinen. Eine Seeschlacht beginnt. Morrheus wird von Dionysos verwundet und muss sich zurückziehen. Schließlich entzündet der Kabire Eurymedon sein eigenes Schiff, worauf die Inder zu weichen beginnen und sich an Land flüchten.

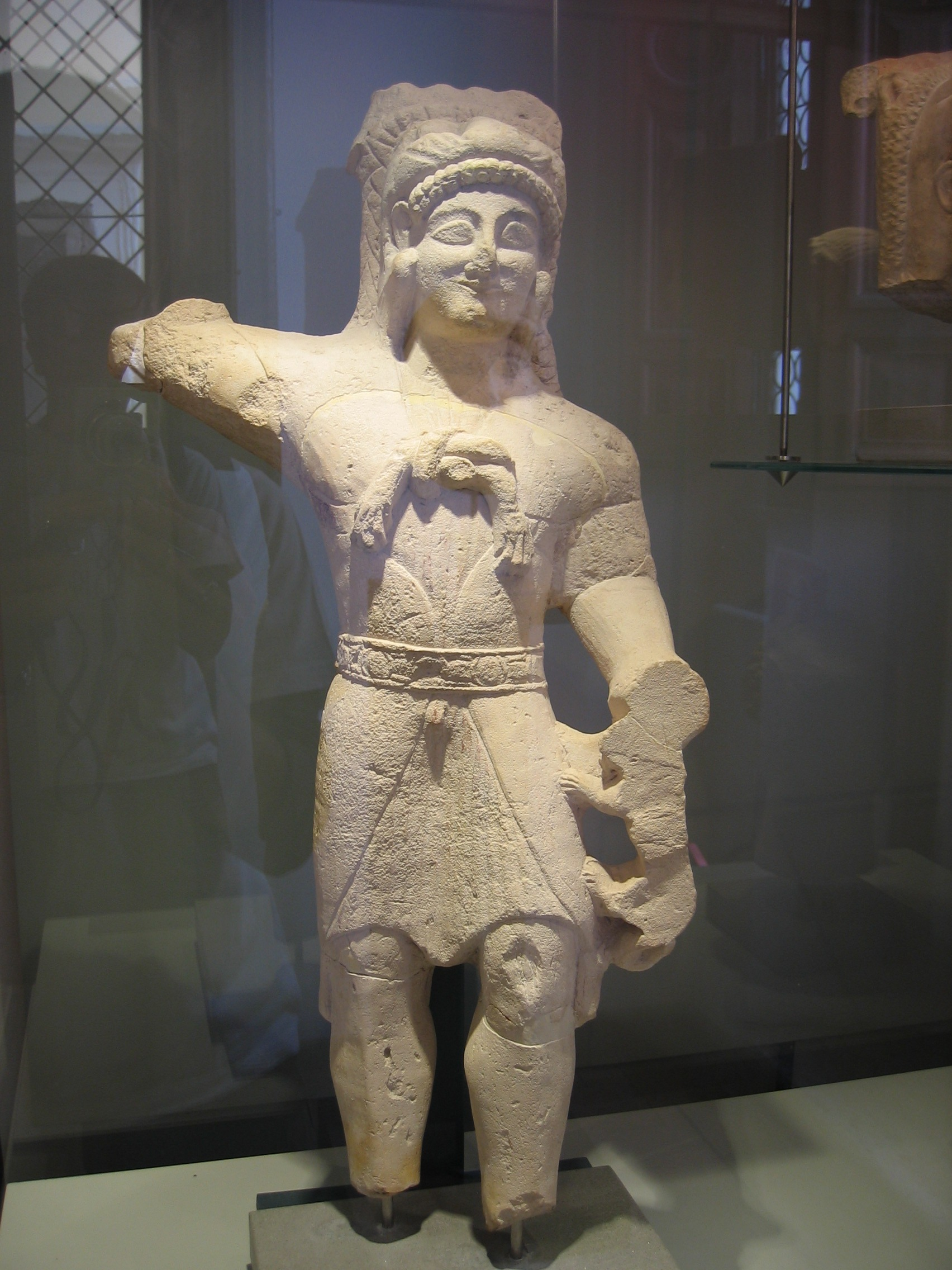
Herakles Astrochiton, Stadtgott von Tyros (Zypern, 5. Jh. v. Chr.)

40. Gesang: Athene erscheint dem fliehenden Deriades und fordert ihn auf, den Kampf fortzusetzen. Als er das tut, bemerkt er, dass Morrheus verschwunden ist und Athene in ihrer wahren Gestalt dem Dionysos beisteht. Von dessen Thyrsos verwundet, stürzt Deriades in den Hydaspes und stirbt. Dionysos entlässt sein Heer und beginnt mit Bakchen und Satyrn den triumphalen Zug in die Heimat. Er zieht über den Kaukasus, wo er mit den Amazonen kämpft und gelangt nach Tyros. Dort besucht er den Tempel des Herakles Astrochiton, der ihm die Gründungslegende der Stadt erzählt.

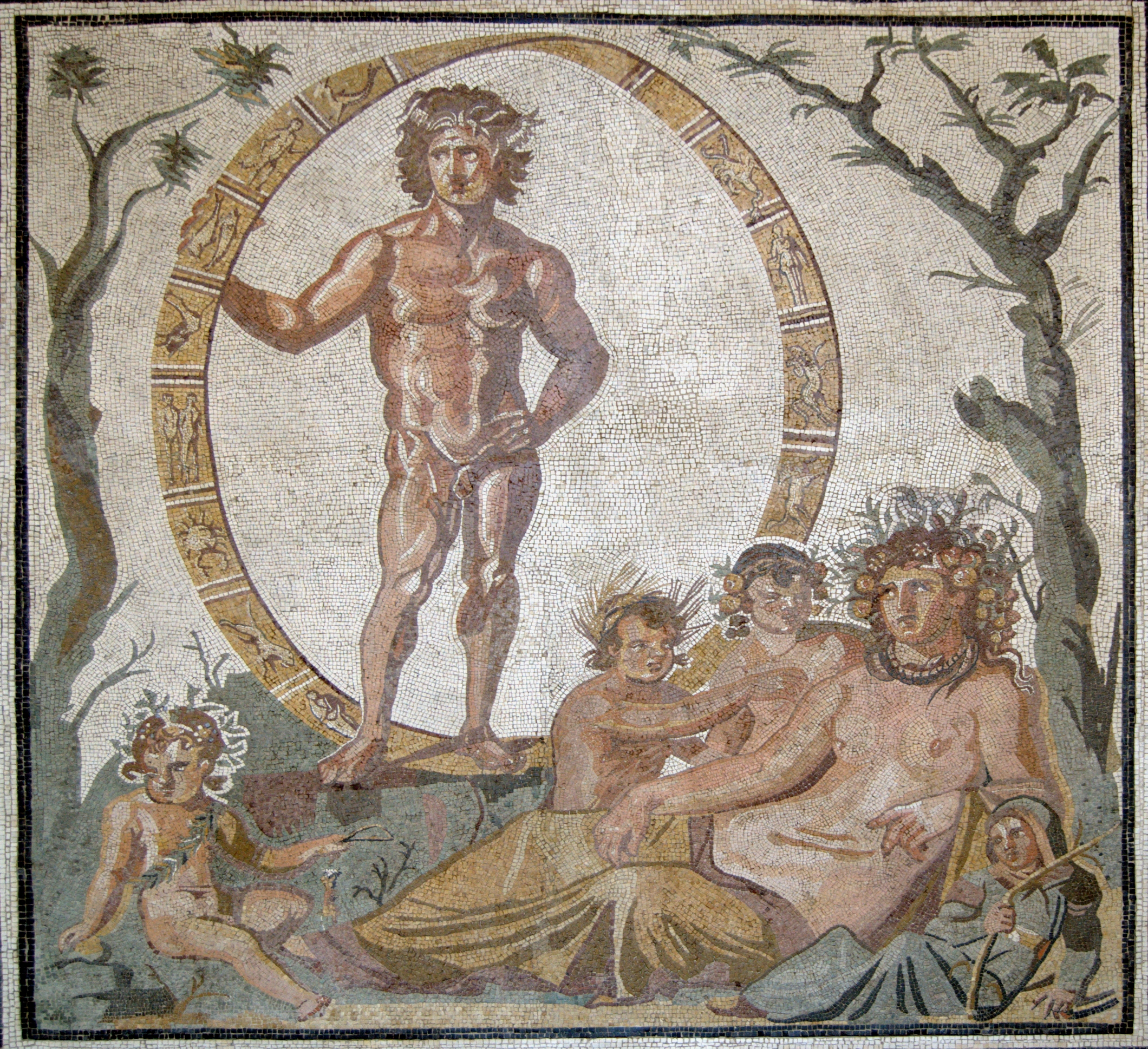
Aion im Tierkreis stehend (römisches Mosaik aus Sentinum)

41. Gesang: Dionysos gelangt in den Libanon und zur Stadt Berytos, dem heutigen Beirut. Die Stadt und ihre Geschichte wird in einem Preislied beschrieben. Demzufolge ist Berytos eine Gründung der Urzeit: unter der Herrschaft des Kronos hätte ein Geschlecht Schlammgeborener sich erstmals dort niedergelassen. Nonnos leitet den Namen von der Nymphe Beroe her, der er ein weiteres Preislied widmet, in dem er eine stark allegorisch gefärbte Geburtslegende der Nymphe erzählt.
Demnach wird Beroe von Aphrodite über dem Gesetzbuch Solons geboren. Hermes, der das römische Zwölftafelgesetz in Händen hält, und Themis, die Göttin des Rechts, leisten ihr Geburtshilfe. Aion hüllt das Neugeborene in die Gewänder der Dike (Gerechtigkeit) und Astraea, die Tochter der Themis und Personifikation der Dike, wird die Amme und tränkt den Säugling aus ihren Brüsten mit Weisheit und Sinn für Gerechtigkeit. Anschließend wünscht Aphrodite, dass ihre Tochter Patronin der berühmtesten Stadt des Rechtes werde. Harmonia verkündet, dass diese Würde nur der ältesten aller Städte zukommen dürfe, dass aber sei Berytos, wo in ferner Zeit die berühmteste aller Rechtsschulen ihren Platz haben werde. Tatsächlich galt ab dem zweiten Jahrhundert die juristische Schule von Berytus als eine der bedeutendsten im römischen Reich.
Schließlich veranlasst Aphrodite ihren Sohn Eros, Dionysos und Poseidon durch entsprechende Pfeilschüsse in Beroe verliebt zu machen.
42. Gesang: Als Jäger verkleidet verfolgt nun Dionysos die Nymphe in den Wald, doch seine Verführungskünste schlagen nicht an, auch als er sich schließlich als Gott zu erkennen gibt, bleibt Beroe abweisend. Auch Poseidon, der aus dem Meer steigend, in herrischer Offenheit um die Nymphe wirbt, bleibt der Erfolg versagt. Schließlich schlägt Aphrodite den beiden Freiern ihrer Tochter einen Wettkampf vor, wobei diese schwören müssen, auch im Fall einer Niederlage ihren Zorn nicht gegen die Stadt Berytos zu wenden. Der Wettkampf wird vereinbart, alle Götter finden sich als Zuschauer ein, doch durch ein Vogelzeichen ist Dionysos die bevorstehende Niederlage bereits bekannt.
43. Gesang: Die beiden Rivalen stellen ihr Gefolge zur Schlacht auf. Nachdem jeder der beiden eine anfeuernde Rede gehalten hat, entbrennt der Kampf. Auf Seite des Poseidon kämpfen die Meergötter, darunter Proteus und Nereus, und auch die Flüsse und Meere erheben sich und kämpfen gegen die Satyrn, Mänaden und Silene des Dionysos. Die Nereide Psamathe fleht Zeus an, zu Gunsten des Poseidon einzugreifen, worauf Zeus Dionysos durch Blitz und Donner von einer Fortsetzung des Kampfes abschreckt. Poseidon feiert seine Vermählung mit Beroe, Dionysos wird von Eros getröstet, der ihm bald erfolgreichere Liebesbeziehungen zu Ariadne, Aura und Pallene in Aussicht stellt. Daraufhin kehrt Dionysos nach Lydien zu Rhea zurück. Dann macht er sich auf, seinen Kult nach Europa zu bringen.
44. Gesang: Als er nach Boiotien kommt, verschließt Pentheus, der König von Theben, vor ihm die Stadt. Agaue, die Mutter des Pentheus, träumt einen warnenden Traum, worauf sie dem Rat des Teiresias entsprechend zusammen mit ihrem Vater Kadmos auf dem Kithairon ein Opfer bringt. Inzwischen ist ganz Theben von dionysischem Taumel erfasst, worauf der erbitterte Pentheus befiehlt, Dionysos gefangen zu nehmen und ihn in einer prahlerischen Rede schmäht. Daraufhin bittet Dionysos Mene, die Göttin des Mondes wie auch des Wahnsinns um Hilfe. Mene gewährt ihm die Bitte: Persephone schickt die Erinnyen, die das Haus der Agaue mit dem Wasser des Styx besprengen, unter der Tanne, wo Pentheus zerrissen werden soll, das Messer vergraben, mit dem Prokne einst ihr Kind zerstückelte und die Tanne selbst mit dem Blut der Medusa bestreichen. Dionysos dringt bei Autonoe, einer weiteren Tante des Pentheus, ein und schickt sie ins Gebirge, wo sie ihren Sohn Aktaion als Geliebten der Artemis sehen könne.

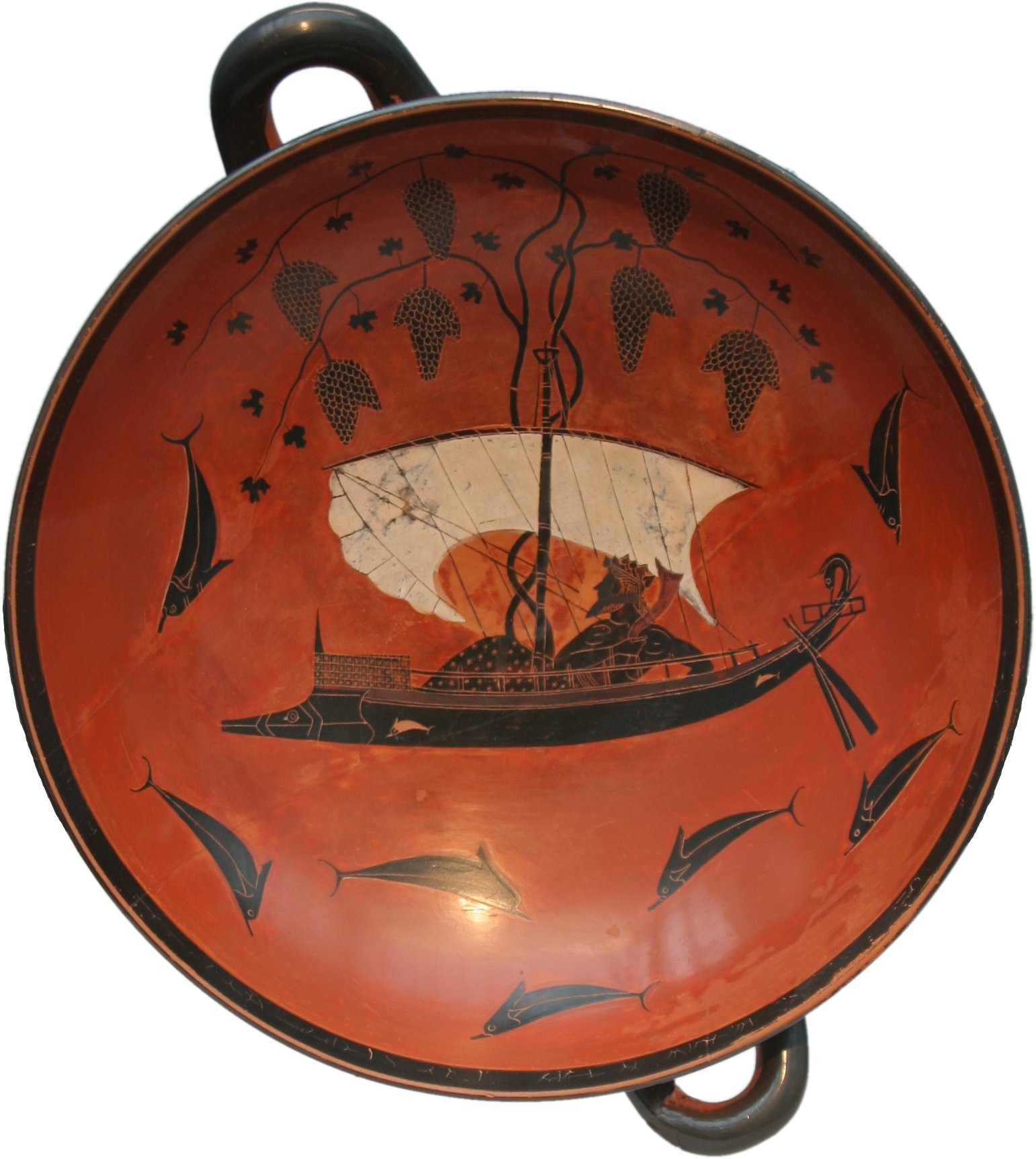
Sogenannte Dionysos-Schale: Dionysos fährt auf einem von Delphinen umschwommenen Schiff über das Meer und der Weinstock wächst aus dem Schiffsmast; Attisch-schwarzfigurig-korallenrote Augenschale des Exekias, um 530 v. Chr., Staatliche Antikensammlungen München.

45. Gesang: Agaua und Autonoe eilen in das Gebirge, wo sie sich zusammen mit zahlreichen anderen thebanischen Frauen dem Thiasos des Gottes anschließen. Das wollen auch Teiresias und der Greis Kadmos tun, Pentheus aber versucht sie davon abzuhalten. Daraufhin warnt Teiresias den Pentheus vor der Macht des Gottes und erzählt die Geschichte von den tyrsenischen Seeräubern und dem Riesen Alpos, der versuchte, den durch sein Bergrevier streifenden Dionysos zu überwältigen, indem er Felsblöcke und Baumstämme auf ihn schleuderte, aber von dem Thyrsos des Dionysos durchbohrt wurde. Die Tyrsener hatten Dionysos entführt, um ihn als Sklaven zu verkaufen, doch als sie mit dem gefesselten vermeintlichen Jüngling auf See waren, wuchs ihr Gefangener plötzlich zu riesiger Größe, der Mast des Schiffes wurde zum Baum, die Taue zu Schlangen, Wein sprudelte überall und wilde Tiere erschienen. Die sinnverwirrten Seeräuber sprangen über Bord und wurden in Delfine verwandelt. Pentheus hört nicht auf die Warnung, sondern befiehlt erneut, Dionysos gefangen zu nehmen. Die Knechte des Pentheus finden Dionysos und fesseln ihn, plötzlich verschwindet der aber, erscheint wieder in Gestalt eines der Knechte und führt einen Stier vor Pentheus, der den Stier für Dionysos hält. Er lässt den Stier und die gefangenen Mänaden fesseln und bewachen, die werden aber durch ein Wunder bald befreit. Ein Erdbeben ereignet sich, im Palast des Pentheus bricht Feuer aus, das nicht gelöscht werden kann.

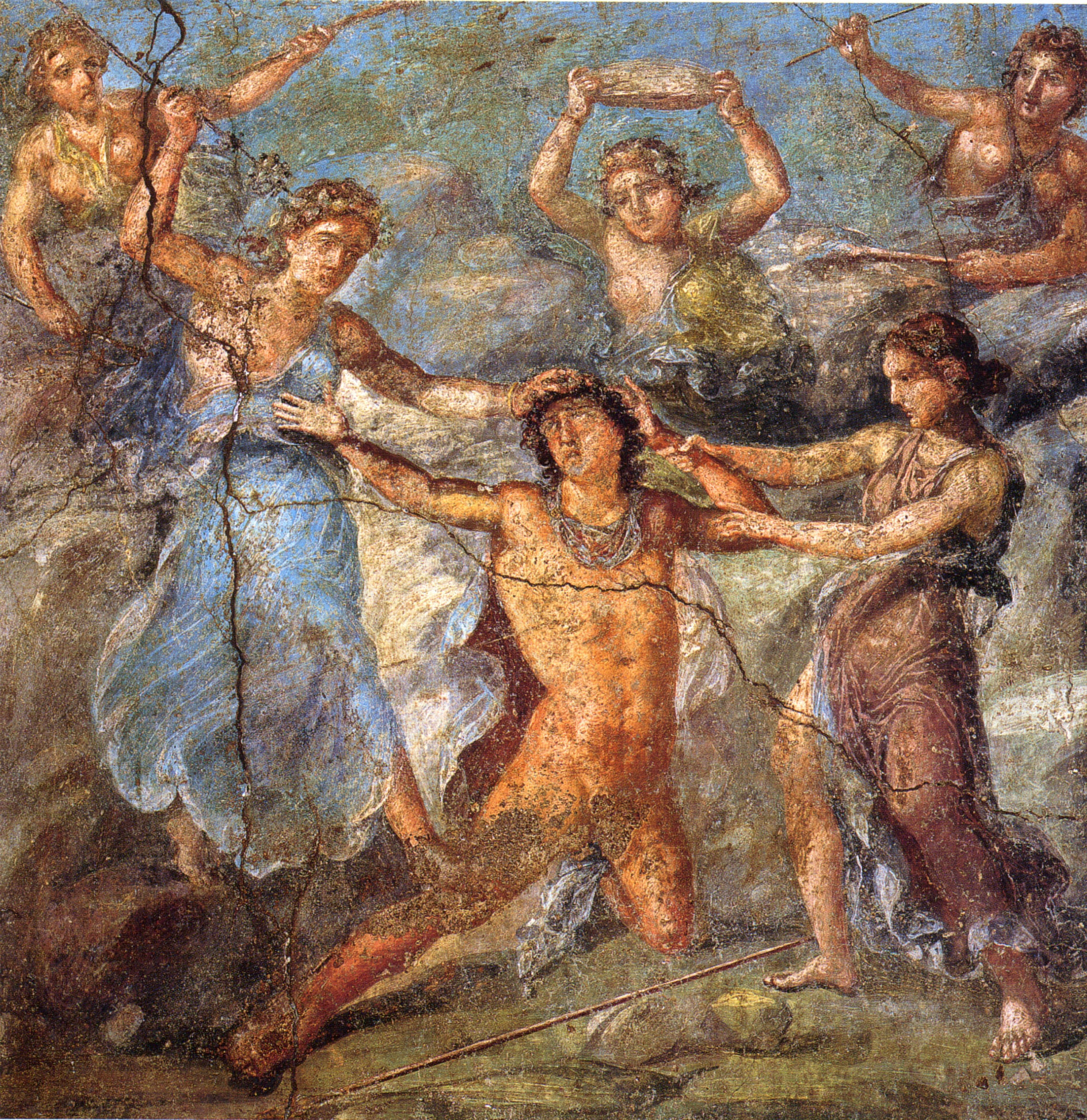
Pentheus wird von Mänaden zerrissen (pompejianisches Fresko)

46. Gesang: Nun erscheint Dionysos vor Pentheus in menschlicher Gestalt und beredet den verblendeten König, selbst als Frau verkleidet die Orgien im Waldgebirge zu beobachten. Dort biegt Dionysos die Spitze eines Baumes herab, setzt Pentheus darauf und lässt den Baum wieder hochschnellen. Dieser Beobachtungsposten wird Pentheus zum Verhängnis: Die Frauen entdecken ihn, halten ihn für einen Löwen und stürzen den Baum um. Verzweifelt versucht Pentheus, sich zu erkennen zu geben, aber auch seine Mutter erkennt ihn nicht und gemeinsam zerreißen die Frauen ihn. Agaue kehrt mit dem Kopf ihres Sohnes, den sie immer noch für den Kopf eines erlegten Berglöwen hält, nach Theben zurück. Dort gibt ihr Dionysos den Verstand zurück, so dass sie erkennt, was sie getan hat. Auch Autonoe beweint den Verlust ihres Sohnes. Von Mitleid bewegt, gibt der Gott den beiden Schwestern einen Vergessenstrank, sendet Kadmos und Harmonia nach Illyrien und zieht selbst weiter nach Attika.

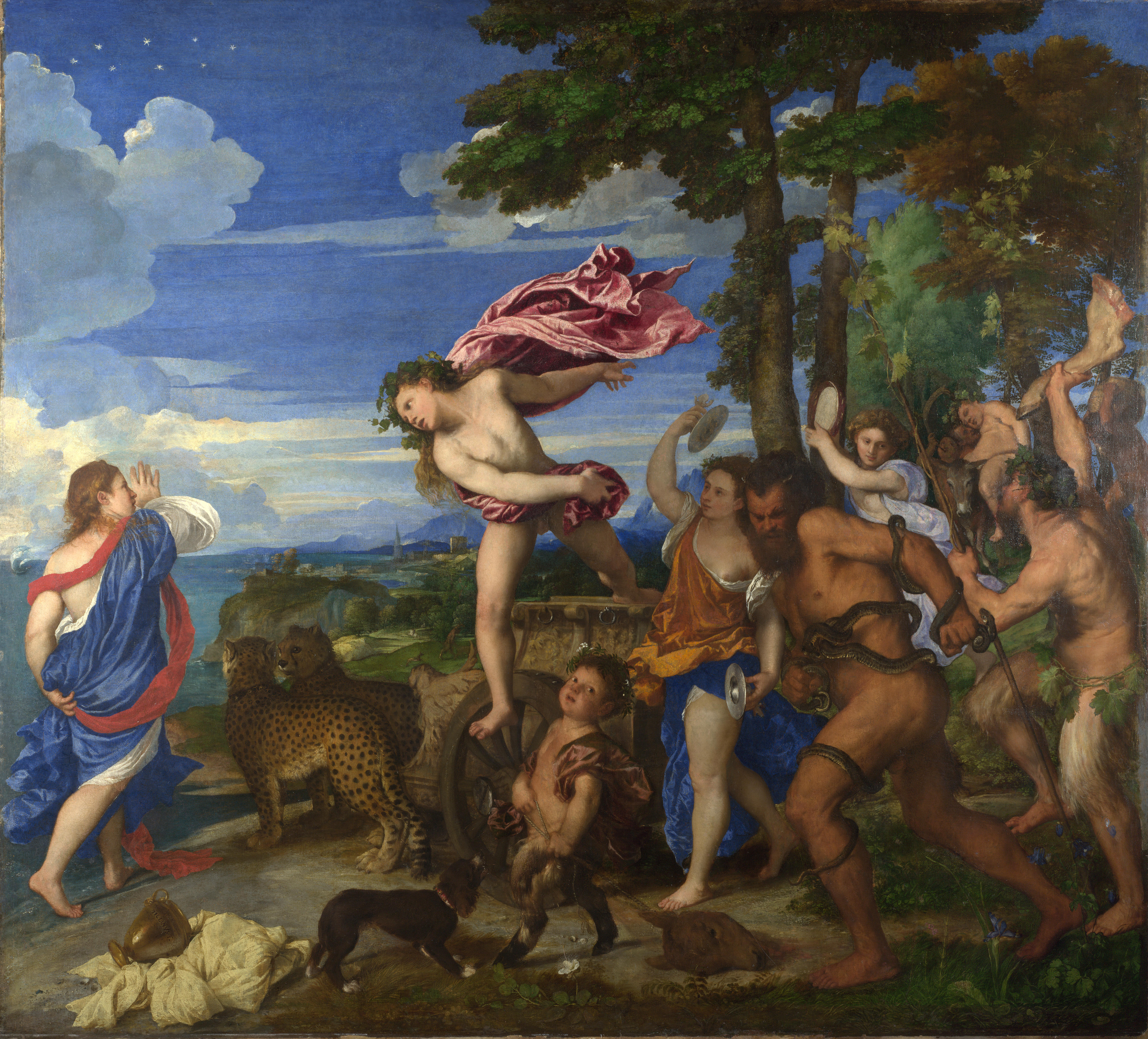
Bacchus und Ariadne (Tizian, 1520–1523)

47. Gesang: Dionysos kommt nach Athen, wo er mit einer enthusiastischen Feier empfangen wird. Als Gast kehrt er im Haus des Ikarios und dessen Tochter Erigone ein. Die angebotene Milch weist er ab und schenkt stattdessen Wein ein. Da Ikarios ein geschickter Gärtner ist, lehrt ihn Dionysos die Kunst des Weinbaus und überlässt ihm Rebenschösslinge, damit Ikarios den Anbau von Wein in Attika bekannt mache. Als Ikarios seine Nachbarn mit dem selbst angebauten Wein bewirtet, halten diese die Symptome der Trunkenheit für Anzeichen einer Vergiftung und erschlagen Ikarios. Als sie am anderen Morgen ernüchtert erwachen, bereuen sie die Tat und verscharren den Leichnam an einem heimlichen Ort. Seine Tochter sucht lange nach seinem Grab und als sie es findet, erhängt sie sich in ihrer Verzweiflung. Ihr Hund harrt auf dem Grab aus und veranlasst schließlich Vorbeiziehende, Erigone zu bestatten. Der Hund verendet dann auf dem Grab. Darauf wurden die Seelen von Ikarios, Erigone und dem Hund unter die Sterne versetzt.
Anschließend zieht Dionysos weiter nach Naxos, wo er die von Theseus soeben schmählich verlassene am Strand schlafende Ariadne findet. Von deren Schönheit überwältigt, erscheint er ihr als Gott, bietet ihr seine Liebe an und vermählt sich mit ihr. Danach zieht er nach Argos. Dort hetzt Hera die Bewohner auf, den Gott mit schmähenden Worten und beleidigenden Vergleichen mit dem in Argos verehrten Helden Perseus abzuweisen. Darauf lässt Dionysos die Argiverinnen wahnsinnig werden, sodass sie in der Raserei ihre eigenen Kinder umbringen. Schließlich kommt es zum Kampf zwischen Perseus und Dionysos. Der kann die versteinernde Wirkung des von Perseus mitgeführten Medusenhauptes durch Gebrauch eines Diamanten abwenden, Ariadne aber wird versteinert. Als der erbitterte Dionysos Anstalten machte, die Argiver sämtlich niederzumetzeln, wird er von Hermes abgehalten, der ihn darauf hinweist, dass es das Schicksal der Ariadne gewesen sei, von Perseus versteinert und dann unter die Sterne versetzt zu werden.
48. Gesang: Im letzten Gesang zieht Dionysos weiter nach Thrakien. Dort besteht er einen Kampf gegen die Giganten, den er aber abbricht, da es bestimmt ist, dass diese erst in der Gigantomachie durch den Blitz des Zeus fallen sollen. Anschließend bezwingt er Pallene, die Tochter des Königs Sithon im Ringkampf und gewinnt sie so zur Frau. Dann zieht er weiter nach Phrygien, wo auf dem Gebirge Dindymon das Jagdrevier der Göttin Aura ist. Diese hat einst Artemis ihrer weiblichen Formen halber verhöhnt. Zur Rache bewirkte Artemis, dass Aura ihre Jungfräulichkeit verlieren und selbst Mutter werden soll. Ähnlich wie in der Nikaia-Episode im 15. und 16. Gesang wird Dionysos vom Pfeil des Eros getroffen, verfolgt die Göttin zunächst vergeblich, kann sie aber dann mit Hilfe einer aus dem Fels geschlagenen Weinquelle überwältigen. Aura trinkt aus der Quelle und fällt in tiefen Schlaf. Dionysos fesselt und vergewaltigt die Schlafende, dann macht er sich davon. Als Aura erwacht und des Geschehenen inne wird, gerät sie in Verzweiflung und Raserei, erschlägt jeden, der ihr begegnet und schändet den Tempel der Aphrodite. Schließlich bemerkt sie, dass sie zudem schwanger ist. In der Wildnis gebiert sie ein Zwillingspaar, tötet das eine Kind, das andere aber wird von Artemis gerettet und auf Befehl des Dionysos nach Athen gebracht, wo es von Athene gesäugt und fortan in den Mysterien von Eleusis als das göttliche Kind Iakchos erscheint. Dionysos versetzt zuletzt noch den Kranz der Ariadne ebenfalls unter die Sterne und steigt selbst in den Olymp empor, wo er fortan unter den Göttern wohnt.

## Ausgaben

### Textausgaben
- Gerhard Falkenburg (Hrsg.): Dionysiaca, nunc primum in lucem edita, ex bibliotheca Joannis Sambuci pannonii. Cum lectionibus & conjecturis Gerarti Falkenburgii Noviomagi & Indice copioso. Christophe Plantin, Antwerpen 1569.
- Marie-Louis Jean André Charles, le Comte de Marcellus (Hrsg.): Nonnos de Panopolis. Les Dionysiaques, ou Bacchus, poème grec en XLVIII chants. Firmin-Didot frères, Paris 1856. Griechischer Text und französische Prosaübersetzung.
- Christian Friedrich Graefe (Hrsg.): Nonni Panopolitae Dionysiaccorum libri XLVIII. Suis et aliorum conjecturis emendavit et illustravit Fridericus Graefe. Vogel, Leipzig 1819 u. 1826.
- Hermann Köchly (Hrsg.): Dionysiacorum libri 48. Teubner 1857–1858.
- Arthur Ludwich (Hrsg.): Nonni Panopolitani Dionysiaca. 2 Bde. Teubner, Leipzig 1909 u. 1911
- Rudolf Keydell (Hrsg.): Nonni Panopolitani Dionysiaca. Weidmann, Berlin 1959.
- Francis Vian (Hrsg.): Nonnos de Panopolis: Les Dionysiaques, 19 Bde., Paris 1976–2006 (Gesamtausgabe und französische Übersetzung)

### Übersetzungen
- Nonnu Panopolitu Dionysiaka. Nunc denuo in lucem edita, et Latine reddita per Eilhardvm Lvbinvm Poëseos in Academia Rostochina professorem. Ex Bibliotheca Ioannis Sambvci Pannonij. Cum lectionibus, & coniecturis Gerarti Falkenbvrgii Nouiomagi, & Indice copioso. Marnius & Aubrius, Hannover 1605. Versübersetzung in lateinischen Hexametern von Eilhard Lubin.
- Friedrich Graefe (Übers.): Nonnu tu Panopolitu ta kata 'ymnon kai nikaian. Des Nonnos Hymnos und Nikaea. Pluchart, St. Petersburg 1813. Versübersetzung. Text griechisch und deutsch.
- Marie-Louis Jean André Charles, le Comte de Marcellus (Hrsg.): Nonnos de Panopolis. Les Dionysiaques, ou Bacchus, poème grec en XLVIII chants. Firmin-Didot frères, Paris 1856. Griechischer Text und französische Prosaübersetzung.
- Die Dionysiaka des Nonnos. Verdeutscht von Thassilo von Scheffer. 2 Bde., Bruckmann, München 1929 u.[komplettiert] 1933; 2., überarbeitete und durchgesehene Auflage Dieterich, Wiesbaden 1953, Übersetzung im Hexameter, Band 1: Gesang 1–24, books.google.de, Band 2: Gesang 25–48: books.google.de.
- Nonnos. Werke in zwei Bänden. Aus dem Griechischen übertragen und herausgegeben von Dietrich Ebener. Aufbau-Verlag, Berlin/Weimar 1985. (Bibliothek der Antike).